# Нарадовка
Нарадо́вка (Народовка) — бывшее село в Дубровском районе Брянской области. Располагалось в 3,5 км к западу от села Жабово.
Упоминается с XIX века как сельцо в приходе села Жабова, владение Савиных и др. В 1850 году А. Ф. Савин выстроил здесь храм Смоленской иконы Божьей Матери (не сохранился), после чего сюда был переведен приход села Жабова, а сельцо Нарадовка (5 дворов) стало именоваться селом. С 1861 до 1924 в Алешинской волости Брянского (с 1921 — Бежицкого) уезда; позднее в Дубровской волости, Дубровском районе (с 1929).
С середины XX века — деревня; входила в состав Заустьенского (с 1969 — Серпеевского) сельсовета. Исключена из учётных данных в 1978 году.
| Годы      | 1866 | 1926 |
| --------- | ---- | ---- |
| Население | 45   | 95   |